# マクマト 120mm自走迫撃砲
マクマト 120mm自走迫撃砲 (Makmat 120mm self-propelled mortar) は、イスラエルで1960年代初頭に開発された120mm迫撃砲装備の自走迫撃砲である。M3ハーフトラックの車体にソルタム・システムズ製のM65 120mm迫撃砲を搭載した車両で、ハーフトラック Mk.Dとも呼称される。1967年の第三次中東戦争、1973年の第四次中東戦争において実戦投入された。
名称の"マクマト"は、ヘブライ語の"Margema Kveda Mitnayaat, 自走重迫撃砲"という意味の語のアクロニムで、本120mm自走迫撃砲の他、スーパーシャーマンにソルタムM66 160mm迫撃砲を搭載した160mm自走迫撃砲も"マクマト"と呼ばれる。

## 概要
イスラエル国防軍は1948年の独立戦争（第一次中東戦争）以来、アメリカ製のM2/M3ハーフトラックおよびこれらのレンドリース型であるM5/M9ハーフトラックを多数運用していた。イスラエル軍では様々な派生型が運用されていたが、その中で主要な形式についてはMk.AからMk.Dまでに分類されていた。すなわち、
- ハーフトラック Mk.A

装甲兵員輸送車型で、M49リングマウントを装備していない車両。米軍でのM3あるいはM5に相当。
- ハーフトラック Mk.B

装甲兵員輸送車型で、M49リングマウントを装備した車両。米軍でのM3A1/M5A1に相当。
- ハーフトラック Mk.C

81mm迫撃砲を搭載した自走迫撃砲型。米軍でのM4自走迫撃砲あるいはM21自走迫撃砲に相当する。
- ハーフトラック Mk.D

120mm迫撃砲を搭載した自走迫撃砲型。本稿で言及する"マクマト" 120mm自走迫撃砲。
の4種である。
マクマト120mm自走迫撃砲については1962年から生産されたとする資料もあるが、1960年の軍事パレードに本車と見られる車両が参加していることから、少なくとも試作されたのはもっと早い時期であったと考えられる。
構造としてはオーソドックスなもので、ハーフトラックの兵員室中央部に迫撃砲を搭載し、両サイドに弾薬を搭載しているというスタイルである。特徴的な点として、アメリカ軍が第二次世界大戦時に運用したM4/M21自走迫撃砲は、前者は迫撃砲が後ろ向き、後者は前向きに装備されており射撃方向の調整が限定的であったのに対し、本車（および81mm迫撃砲搭載のMk.C）は迫撃砲搭載部がボールマウント状になっており、ある程度自由に砲の方向を変えられるような構造になっていたことが挙げられる（基本的にはM21と同様、前方向に向けて運用される）。
搭載されたM65迫撃砲にはいくつかのバリエーションが存在し、タイプにより砲弾の搭載方法が異なっている。軽量タイプは筒状の砲弾ケースを束ねたものを搭載しており、重量タイプは箱状の砲弾ケースを搭載する。
使用された車体については、現存する博物館の車両や記録写真を確認する限りではレンドリース型のM5/M9の車体が使用されている。これは、運用上最前線に接近する可能性の高い装甲兵員輸送車タイプにM3を優先的に使用し、最前線に接近する可能性の低い自走迫撃砲型に対して防弾能力の低いレンドリース型を回した事によるものと考えられる。もっとも、M3車体を使用したマクマト迫撃砲が必ずしも存在しないという事が明確なわけではない。
本車は1967年の第三次中東戦争、1973年の第四次中東戦争において運用され、1980年代以降には他国への輸出や、イスラエル軍と友好関係にあったレバノン南部の武装組織南レバノン軍への供与も行われている。
現在、イスラエル軍においてはマクマト自走重迫撃砲はM113装甲兵員輸送車をベースとした車種により更新され退役している。イスラエル国内のイスラエル砲兵隊博物館には搭載砲のM65とともに、マクマト自走迫撃砲の実車が展示されている。

## 画像

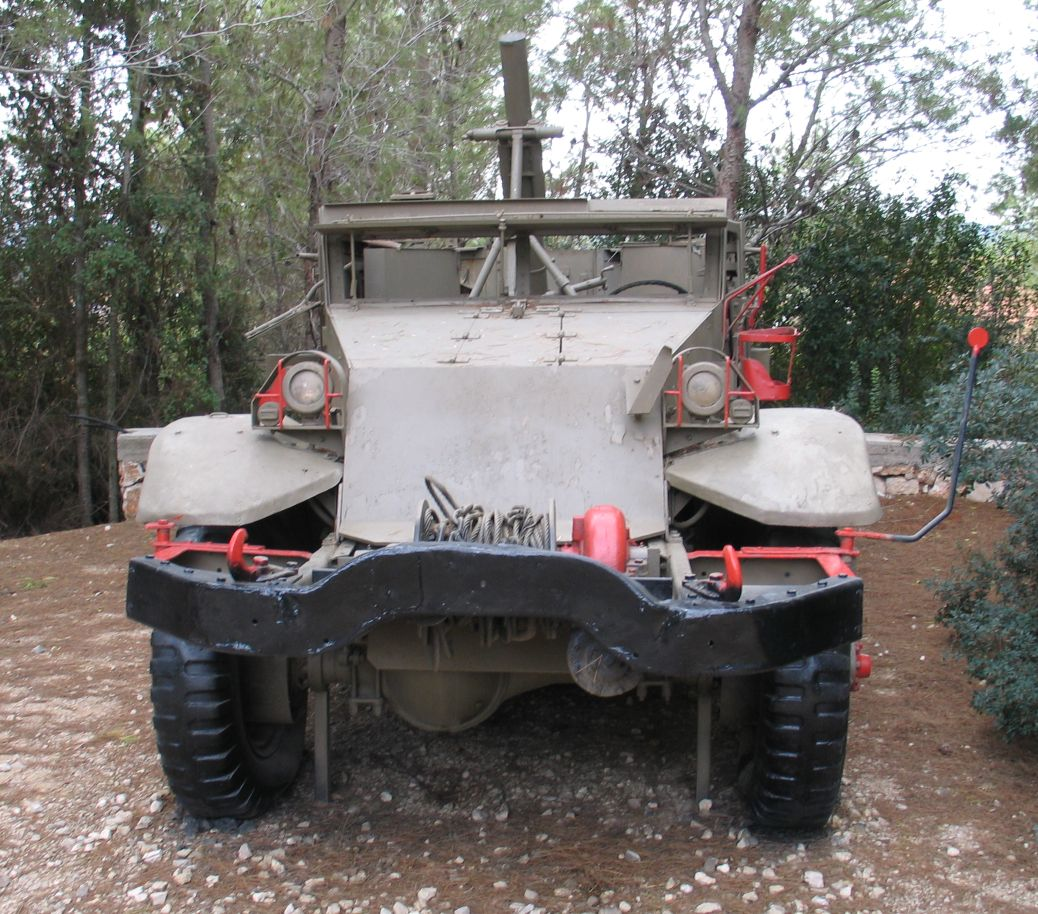
イスラエル砲兵隊博物館展示車の前方。この車両はエンジンをディーゼルに換装した後期タイプである。
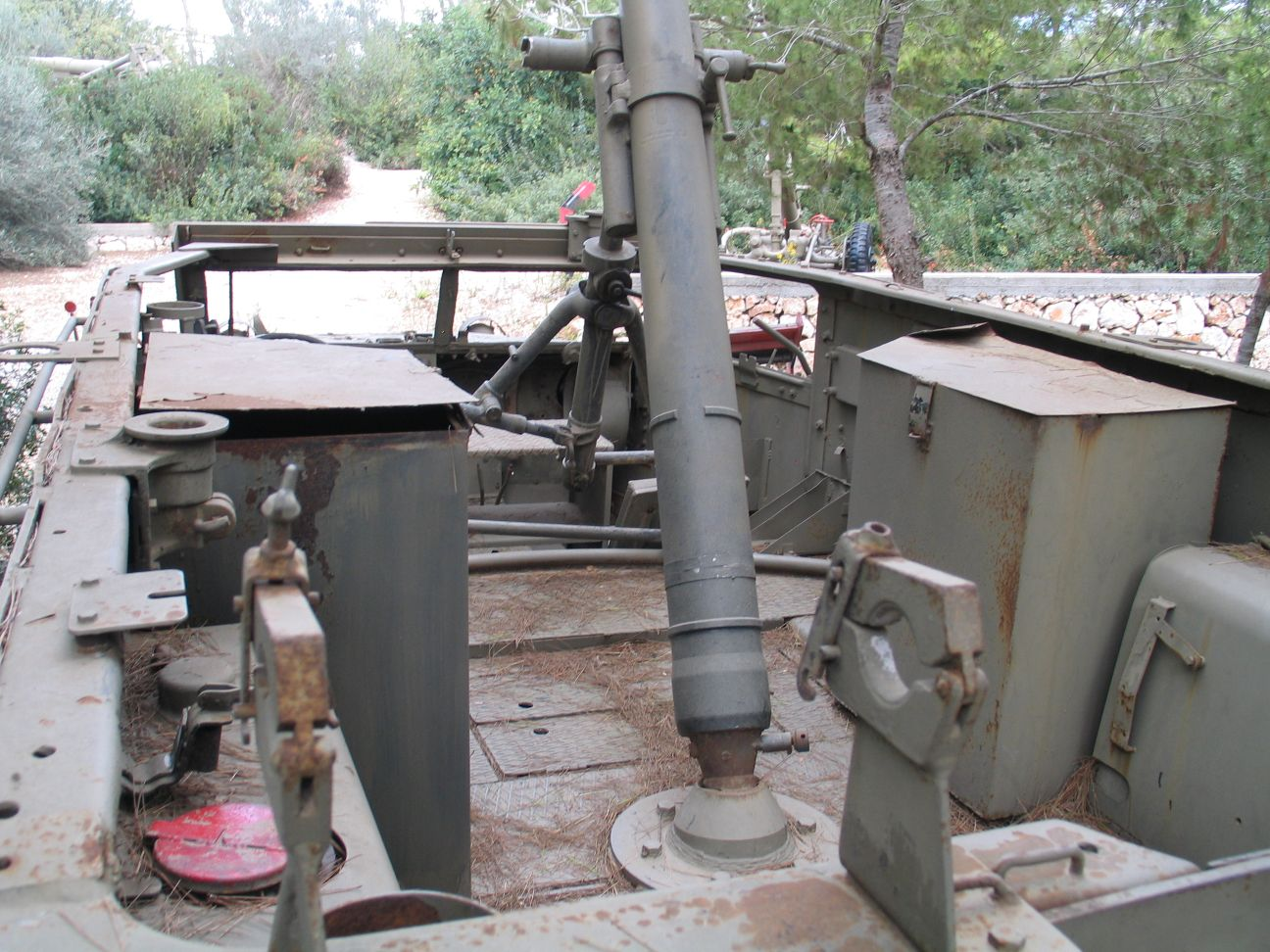
迫撃砲搭載部。両サイドに箱型の砲弾ケースが置かれている。
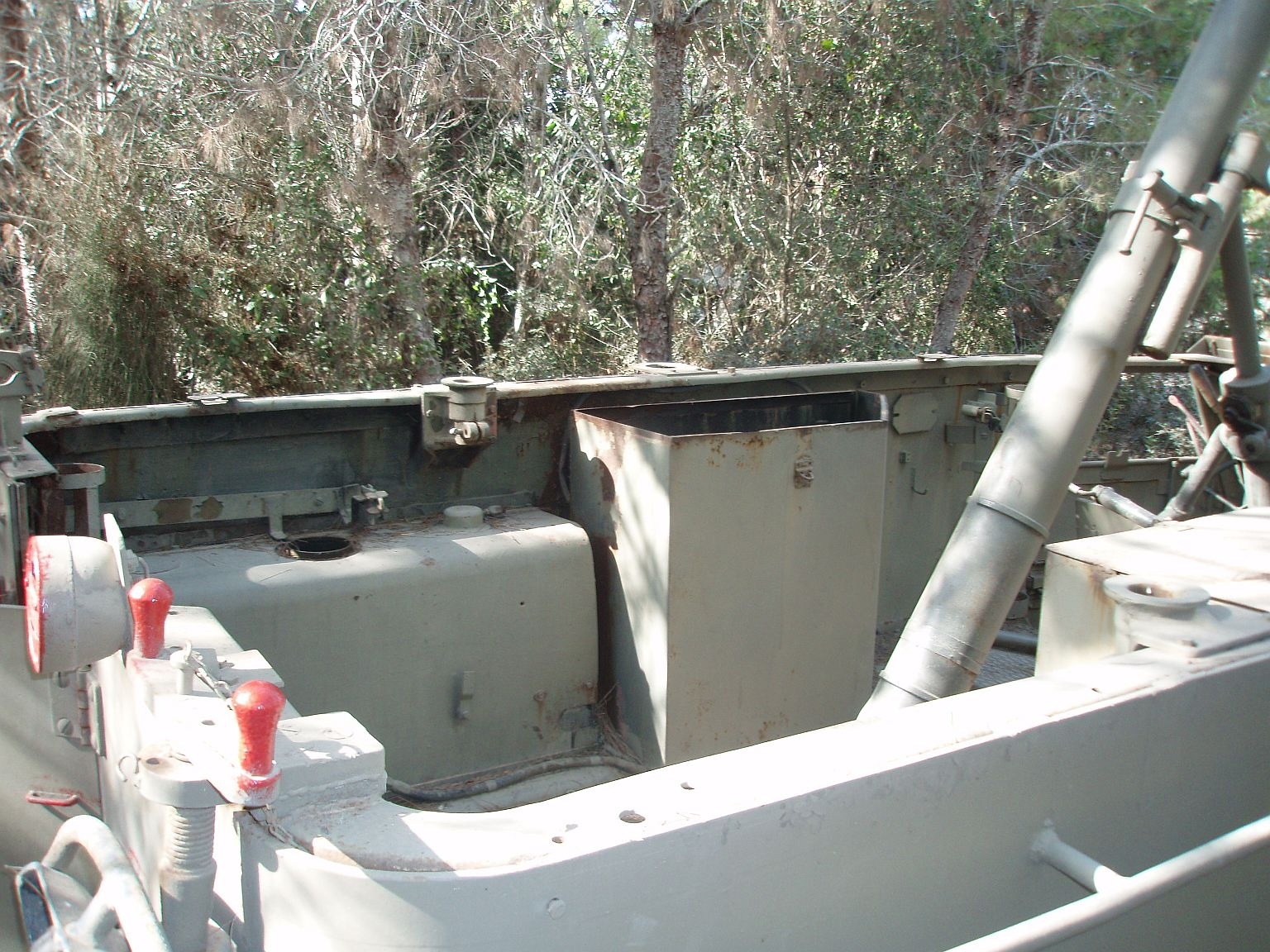
迫撃砲搭載部。車体は兵員室後端の角が丸みを帯びたレンドリース型である。機銃用のマウントが残されている。